# Pignona
Pignona is een plaats (frazione) in de Italiaanse gemeente Sesta Godano.